# Ravenfield
Ravenfield — це шутер від першої особи, розроблений шведським програмістом Йоханом Хасселем під псевдонімом SteelRaven7. Гра вийшла 18 травня 2017 року в ранньому доступі для Windows, macOS і Linux.

## Геймплей
У грі використовується ragdoll-фізика, з багатьма опціями, які дають користувачам можливість керувати ШІ, включаючи "план бою", і багатьма іншими ігровими факторами, такими як кількість штучного інтелекту. Ravenfield складається з декількох командних ігрових режимів, які обертаються навколо захоплення зон на карті та отримання очок, вбиваючи членів ворожої команди. Гра натхненна іншими багатокористувацькими шутерами від першої особи, такими як Battlefield та Call of Duty. Моддінг підтримується через Steam Workshop, де учасники спільноти створюють власні мапи, зброю, транспортні засоби та супровідну історію.
Другий режим, під назвою «Conquest», поєднує вже існуючі елементи великомасштабного бою з покроковою стратегією, подібно до режиму «Galactic Conquest» у відеогрі «Star Wars: Battlefront II» (2005 р.). Ігрові локації представлені тайлами на карті, і кожен тайл може вмістити до трьох батальйонів. Метою режиму «Conquest» є захоплення штаб-квартири команди суперника.
Режим, який ще не вийшов, але на який вже давно натякають, — це режим кампанії. Він покаже гравцям повноцінний сюжетний режим у цьому кумедному синьо-червоному шутері.

## Сюжет
Хоча Ravenfield не має сюжету як такого, під час Хелловінського івенту 2019 року SteelRaven7 натякнув на можливість наявності в грі прихованого сюжету. Припускають, що більше буде розкрито в майбутніх оновленнях ігрового режиму «Conquest». У липні 2020 року вийшло оновлення, яке докорінно змінило ігровий режим «Spec Ops». Воно також представило перших іменованих персонажів, команду «TALON». «TALON» — це підрозділ спеціального призначення з 4 чоловік у складі армії «Eagle». Пізніше, в грудні того ж року, було додано 2 нових персонажів: «Радник», другий за посадою в команді гравця, та «ОКО», фахівець з розвідки, який допомагає «TALON» уникати ворожих патрулів та цілей на місцевості.

## Розробка
Ravenfield починався як експеримент з регдоллами та штучним інтелектом. Бета-версія була випущена на itch.io 3 липня 2016 року. Гра була опублікована в Steam Greenlight 1 лютого 2017 року, а офіційно вийшла в ранньому доступі 18 травня 2017 року.
Поточна версія Ravenfield — Early Access 26.
Хоча спільнота починає з нетерпінням чекати на оновлення EA27, Steel Raven був присутній на офіційному Discord Сервері Ravenfield, де можна ознайомитися оновленнями його гри та новими можливостями.

## Відгуки
Крістофер Лівінгстон з PC Gamer назвав гру "глючною" та "веселою".
Гра має "Переважно позитивну" оцінку на Steam та 4.8/5 на itch.io.
Натан Грейсон з Kotaku розкритикував Ravenfield як "глючну" і "ледь функціональну в деяких місцях"; однак він відзначив її здатність підтримувати велику кількість керуємих комп'ютером гравців і висловив захоплення її гарним прийомом гравцями в Steam. Гра підтримує Steam Workshop, і творці зі спільноти додали нову зброю, транспортні засоби, мапи та функції, які доповнюють і розширюють ванільну атмосферу гри, що було добре сприйнято гравцями.

## Виноски
1. ↑  34 070 відгуків станом на 3 травня 2021 року